# University of Maryland
University of Maryland är ett amerikanskt universitet i delstaten Maryland med campus i College Park och ett samarbete med  University of Maryland i Baltimore. Det grundades den 6 mars 1856.
Det rankas som det 69:e främsta lärosätet i världen i Times Higher Educations ranking av världens främsta lärosäten 2018.
Bland skolans alumner finns flera kända namn, bland andra Sergey Brin, Ed Snider, Steny Hoyer och David Simon.